# Anton Menge

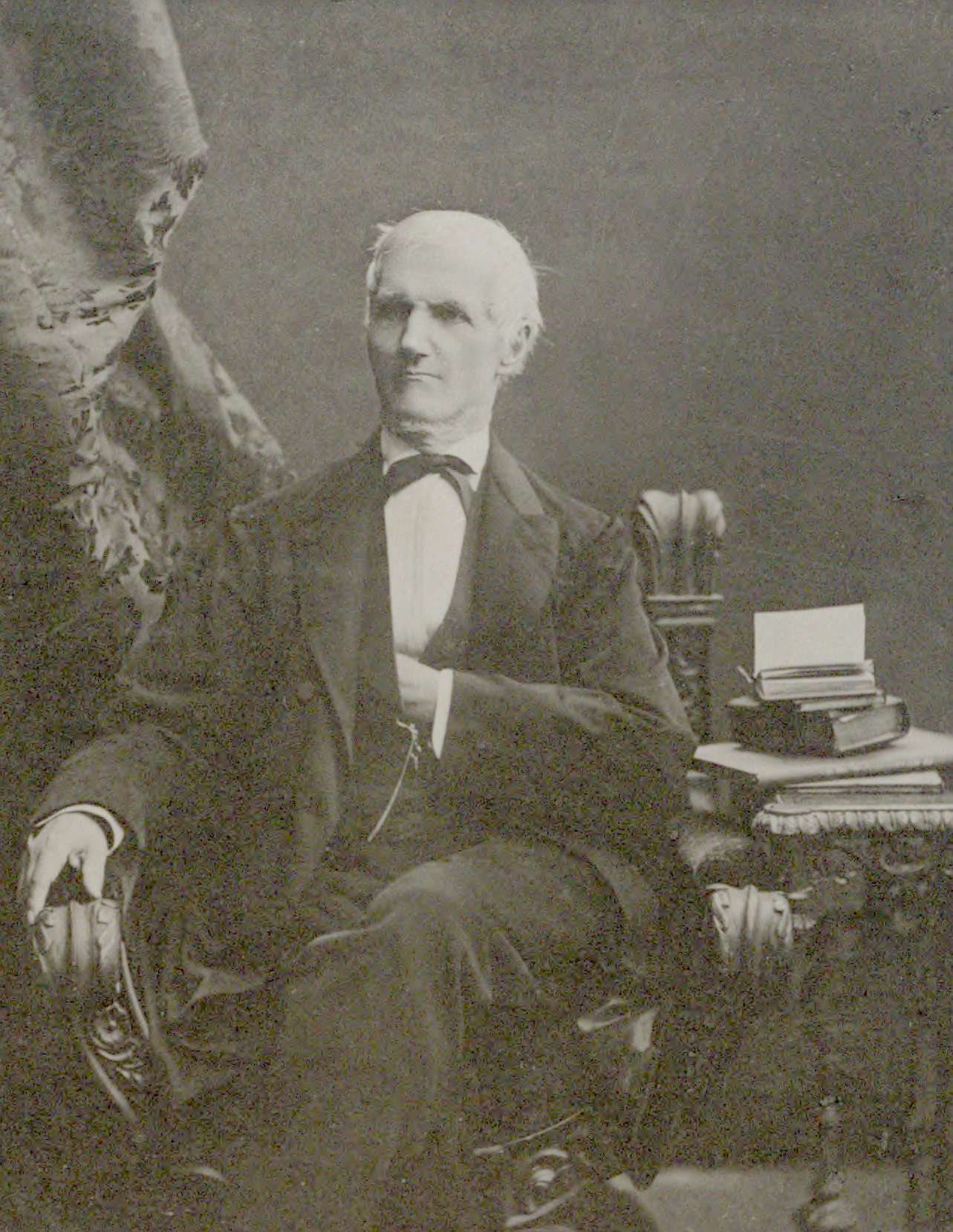
Anton Menge

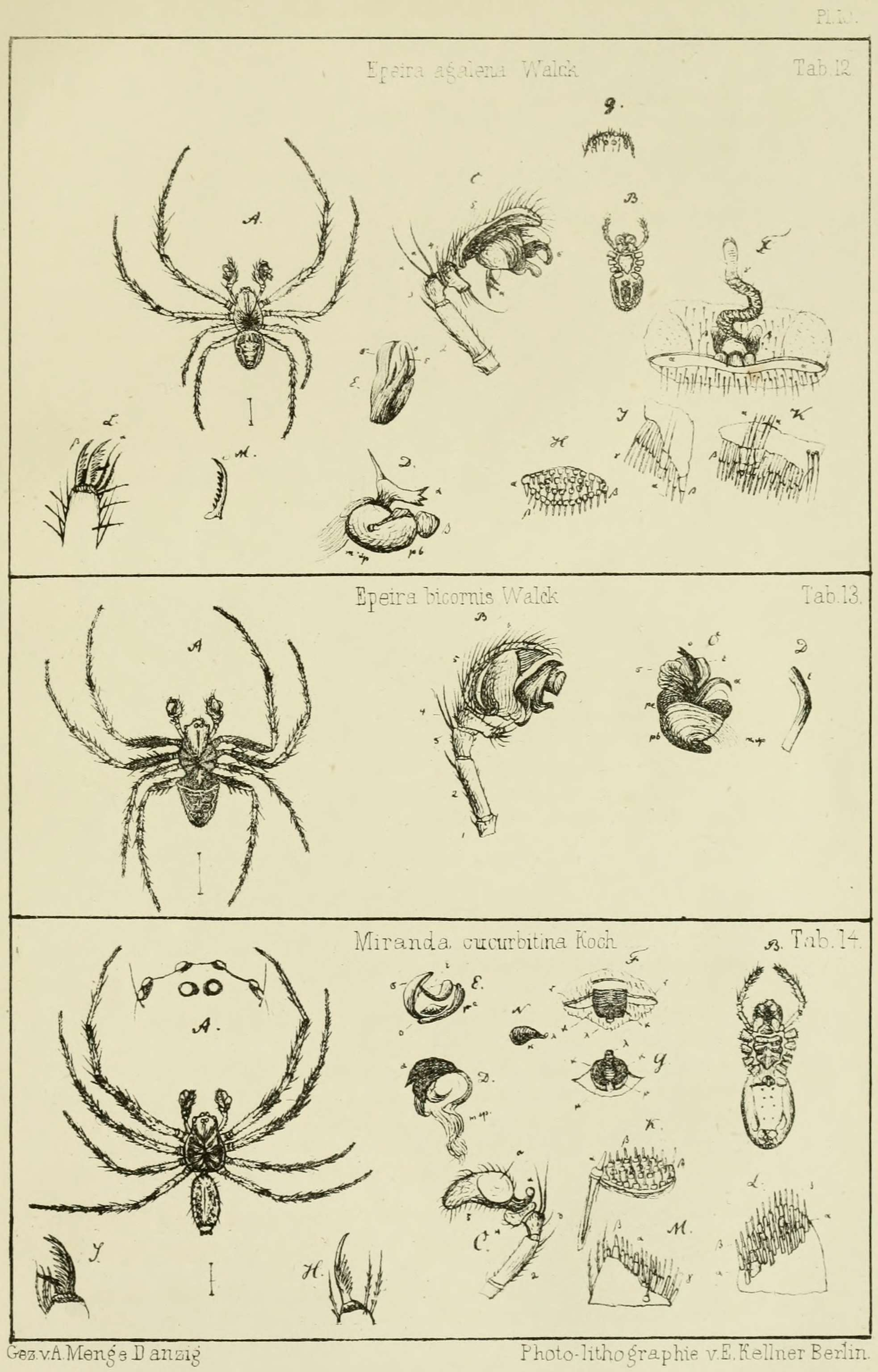
Tafel 10 aus Preussische Spinnen I. 1866, gezeichnet von Anton Menge

Franz Anton Menge (* 15. Februar 1808 in Arnsberg; † 27. Januar 1880 in Danzig) war ein deutscher Gymnasiallehrer, Naturforscher und Arachno- sowie Bryologe.

## Leben
Franz Anton Menge wurde den 15. Februar 1808 zu Arnsberg in Westfalen geboren, wo er auch das Gymnasium besuchte. Von Mai 1828 bis April 1832 studierte er an der Universität Bonn Naturwissenschaften bei Karl Dietrich von Münchow, Ludolph Christian Treviranus, August Goldfuß, Johann Jacob Nöggerath und Karl Gustav Bischof und erwarb Kenntnisse in der Physik, Mineralogie, Botanik und Zoologie sowie in der Chemie.
Auf ein halbes Probejahr 1832 am Gymnasium in Bonn und eine dreijährige Anstellung als Lehrer in der höheren Bürgerschule zu Graudenz ab Ostern 1833 folgte am 22. Juni 1836 die Berufung an die Petrischule in Danzig. Hier wurde er auch Mitglied der „Danziger naturforschenden Gesellschaft“ und war viele Jahre deren Sekretär. Als weitere Mitgliedschaften sind zu nennen:
- 1841 auswärtiges Mitglied der „Societas Physico-medica zu Bonn“
- 1855 correspondierendes Mitglied der „Kaiserlich-Königlichen Geologischen Reichsanstalt zu Wien“
- 1857 correspondierendes Mitglied der „Schlesische Gesellschaft für vaterländische Kultur“
- 1860 auswärtiges Mitglied der „Ostpreussischen Physikalisch-ökonomischen Gesellschaft zu Königsberg“
- 1870 auswärtiges Mitglied des „Naturforscher-Vereins zu Riga“.

Unter seinen Schriften finden sich außer zoologischen Abhandlungen auch botanische: „Über sichtbare Lebensbewegungen der Pflanzen“, geologische: „Geognostische Bemerkungen über die Danziger Umgegend“ und paläontologische Untersuchungen über Einschlüsse im Bernstein: „Über Lebenszeichen vorweltlicher im Bernstein eingeschlossener Thiere“ (1856), zudem lieferte er den Brüdern Grimm Material für die ersten Bände des Deutschen Wörterbuchs.
Anton Menge war in Danzig fast 42 Jahre als Lehrer tätig und erhielt am 11. August 1868 den Professortitel. Bei seinem Abgang von der Petrischule 1877 erhielt er in Anerkennung seiner Verdienste um die Schule und die Wissenschaft den roten Adlerorden verliehen.
Seine umfangreiche Sammlung von Bernstein-Einschlüssen vermachte er dem 1880 neu begründeten Westpreußischen Provinzial-Museum in Danzig.
Anton Menges botanisches Autorenkürzel lautet Menge.

## Werke
- Catalogus plantarum phanerogamicarum regionis Grudentinensis et Gedanensis. Typis C. G. Böthe, Grudentiae 1839
- Über die Lebensweise der Arachniden. Danzig 1843
- Geognostische Bemerkungen über die Danziger Umgegend. Danzig 1850
- Myriapoden der Umgegend von Danzig. Danzig 1851
- Lebenszeichen vorweltlicher im Bernstein eingeschlossener Thiere. A. W. Kafemann, Danzig 1856
- Über ein Rhipidopteron und einige andere im Bernstein eingeschlossene Tiere. Danzig 1866
- Über einen Scorpion und zwei Spinnen im Bernstein. Danzig 1866
- Preussische Spinnen. I.–XI. (560 Seiten, 91 Tafeln) Schriften der Naturforschenden Gesellschaft in Danzig. Danzig 1866–1878
- Mit Heinrich Göppert: Die Flora des Bernsteins und ihre Beziehungen zur Flora der Tertiärformation und der Gegenwart. Erster Band, Danzig 1883, Zweiter Band, Danzig 1886, fortgesetzt und beendet von Hugo Conwentz doi:10.5962/bhl.title.29891